# Bộ Cá bơn
Bộ Cá bơn (danh pháp khoa học: Pleuronectiformes), còn gọi là cá thờn bơn, cá thân bẹt, là một bộ cá trong số các loài cá vây tia, còn được gọi là Heterosomata, đôi khi được phân loại như là phân bộ của Perciformes. Tên gọi này có nghĩa là "bơi bằng lườn" trong tiếng Hy Lạp. Đặc điểm nổi bật của nhiều loài cá trong bộ này là có cả hai mắt nằm ở một mặt bên của đầu (còn mặt bên kia thì không có mắt nào cả); trên thực tế lúc mới sinh cá thân bẹt có 2 mắt nằm 2 bên đầu như các loài cá thông thường nhưng trong quá trình phát triển thì một mắt dần dần chuyển sang mặt bên kia. Một số loài quay mặt "trái" lên trên, một số khác lại quay mặt "phải" lên trên, còn các loài còn lại thì khi thì quay mặt này, khi thì quay mặt kia lên trên.
Nhiều loài cá thực phẩm quan trọng nằm trong bộ này, bao gồm cá bơn Dover, cá bơn Bắc Âu, cá bơn Đại Tây Dương, cá bơn, cá bơn sao và cá bơn lưỡi ngựa (halibut). Bộ này có trên 400 loài. Một số cá thân bẹt có thể tự ngụy trang khi chúng nằm ở dưới đáy biển.
Cá thân bẹt được đề cập đến như là một trong các ví dụ nổi bật minh chứng cho thuyết tiến hóa. Ví dụ, Richard Dawkins trong The Blind Watchmaker, thông báo về giả thuyết của lịch sử tiến hóa như sau: "...cá có xương [nói chung] có xu hướng đáng chú ý trong việc làm bẹt theo chiều đứng...Nó là một điều tự nhiên, vì thế, khi các tổ tiên [của cá thân bẹt] chiếm lĩnh đáy biển, chúng cần phải nằm trên một mặt... Nhưng điều này làm nảy sinh vấn đề là một mắt đã luôn luôn nhìn xuống dưới vào cát... Trong quá trình tiến hóa vấn đề này đã được giải quyết bằng cách mắt phía dưới 'chuyển động' xung quanh để lên mặt trên." Sự phát triển của cá thân bẹt vì thế được coi là sự tóm tắt lại lịch sử tiến hóa của chúng.
Sự bất đối xứng hình học của cá thân bẹt được so sánh với các bức họa theo trường phái lập thể của Pablo Picasso, và thông thường được nhận thức là "không hoàn thiện", "kỳ cục", "lạ thường" v.v. Có lẽ sự phân bố bất đối xứng này giúp chúng ngụy trang tốt hơn để sinh tồn dưới đáy biển.

## Phân loại
Bộ này có khoảng 778 loài trong 134 chi.
- Phân bộ Psettodoidei
  - Psettodidae: 1 chi, 3 loài.
- Phân bộ Pleuronectoidei
  - Citharidae: 4 chi, 6 loài.
  - Scophthalmidae: 4 chi, 9 loài.
  - Bothidae: 20 chi, 162 loài cá bơn mắt trái.
  - Pleuronectidae sensu stricto: 27 chi, 62 loài cá bơn mắt phải.
  - Paralichthyidae: 14 chi, 111 loài.
  - Samaridae: 3 chi, 27 loài.
  - Soleidae: 32 chi, 175 loài cá bơn.
  - Achiridae: 9 chi, 35 loài cá bơn Mỹ.
  - Cynoglossidae: 3 chi, 143 loài cá lưỡi trâu.
  - Poecilopsettidae (tách ra từ Pleuronectidae)[2][3]: 3 chi, 21 loài.
  - Rhombosoleidae (tách ra từ Pleuronectidae[2][3], cộng cả Achiropsettidae[4]: 4 chi, 4 loài): 13 chi, 23 loài.
  - Paralichthodidae (tách ra từ Pleuronectidae[2][3]): 1 chi, 1 loài.